# Étienne Guillaume Picot de Bazus
Pour les articles homonymes, voir Picot et Bazus.
Étienne Guillaume Picot de Bazus, né le 25 février 1742 à Toulouse et mort le 12 juin 1817 à Paris, est un général français de la Révolution et de l’Empire.

## Sa famille
Son père, Jacques Picot de Buissaison de Lapeyrouse (1709-1781) est noble, mais d'une famille de négociants, seigneur de Buissaison, de Lapeyrouse, et de Belloc. Il est capitoul de Toulouse et avocat aux requêtes près le Parlement de Toulouse de 1769 à 1777. 
Étienne Guillaume Picot de Bazus est le frère du naturaliste Philippe-Isidore Picot de Lapeyrouse et du baron Jean Baptiste Picot de Buissaison, chef de bataillon des Gardes suisses (France) au château de Versailles.

## Biographie
Étienne Guillaume Picot de Bazus entre dans le corps des gendarmes de la garde en 1756. Il passe dans les Garde du corps du roi en 1778, où il est capitaine. Il obtient par la suite différents grades, capitaine de 1re classe au régiment d'Austrasie, lieutenant-colonel au régiment de Navarre, commandant du bataillon de garnison du régiment d'Artois. Il est fait chevalier de l’Ordre royal et militaire de Saint-Louis en 1788.
Étienne Guillaume se marie avec Rosalie Susanne Joseph de Sars (1757-1839) le 2 juillet 1779 à Valenciennes. Elle est la fille d’Alexandre-Raymond de Sars (1729-1802) et de Marie Marguerite Rosalie Mathieu (1733-1797).
Picot de Bazus a un avancement rapide après 1789 : colonel du 90e régiment d'infanterie de ligne ci-devant Chartres le 15 septembre 1791, général de brigade le 24 février 1793, il est finalement élevé au grade de général de division le 13 juin 1795. Il commande à la fin de sa carrière une division à Valenciennes et obtient la Légion d'honneur le 29 mars 1805. Il fait partie du Conseil municipal de Lille en 1810 et 1817.
Il obtient un décret impérial portant création d'un majorat, avec le titre de baron de Bazus, daté du 19 juin 1813.
Sous la Restauration, il fait confirmer la transmission de son titre de baron de Bazus par le roi Louis XVIII de France, le 3 août 1816, avec le même règlement d’armoiries. N’ayant pas d’enfants, il obtient la transmission de ses titres et majorat à son frère Jean Baptiste Picot de Buissaison. Celui-ci reçoit de Louis XVIII des lettres patentes le 14 février 1818.
Sa sépulture se trouve au Père-Lachaise, 43e division.

## Dotation
- Majorat de 20 pièces de terre à labour dans le canton de Marchiennes (Nord), produisant 5 475 francs.

## Armoiries
| Figure | Nom du baron et blasonnement |
| ------ | --- |
|        | Armes du baron Étienne Guillaume Picot de Bazus et de l'Empire, lettres patentes du 19 juin 1813, chevalier de la Légion d'honneur Écartelé, au premier et quatrième d'azur à trois fers de lance, d'argent, deux et un, au comble du même chargé d'une tête de coq de sable, crêtée et barbée de gueules, mouvant de l'écu ; au deuxième et troisième d'or à l'arbre de sinople fruité de gueules, sur le fût duquel broche un lion passant, du même ; franc-quartier des barons tirés de l'armée brochant au neuvième de l'écu - Livrées : les couleurs de l'écu, le verd en bordure seulement. |

## Sources
- Thierry Pouliquen, « Les généraux français et étrangers ayant servis [sic] dans la Grande Armée » (consulté le 23 septembre 2014)
- « La noblesse d’Empire » (consulté le 23 septembre 2014)
- (en) « Generals Who Served in the French Army during the Period 1789 - 1814: Eberle to Exelmans »